# Todesdreieck (Palermo)
Als Todesdreieck oder Dreieck des Todes (ital. triangolo della morte) bezeichnet man eine Gegend nahe Palermo in Sizilien, in der die sizilianische Cosa Nostra Anfang der 1980er Jahre zahlreiche Morde beging.
Das Todesdreieck liegt etwa zehn Kilometer östlich bis südöstlich von Palermo im Gebiet der Metropolitanstadt Palermo. Der Begriff Todesdreieck wurde von der italienischen Presse geprägt und bezieht sich auf die drei Städte Bagheria, Casteldaccia und Altavilla Milicia, in denen sich die Morde häuften.

## Geschichte
Jede der drei Städte beherbergte bereits seit dem 19. Jahrhundert eine Mafia-Familie und gehörte traditionell zu den Mafia-Hochburgen.
Das Mandamento Bagheria wurde von den Grecos, den Scadutos (teilweise noch bis in die 2000er Jahre aktiv) und Mineos beherrscht und Giuseppe „Piddu“ Panno regierte das Mandamento Casteldaccia.

### „Friedhof der Mafia“
Im Jahr 1963 entdeckte man in der Gegend des Todesdreiecks auf dem Monte Catalfano zufällig einen „Friedhof der Mafia“, wie er bald von den Carabinieri und dann von den italienischen Massenmedien genannt wurde. Es handelte sich um ein Loch im Felsen, wo die Überreste dutzender menschlicher Leichname lagen. Die Toten waren – soweit noch feststellbar – alle eines unnatürlichen Todes gestorben.

### Zweiter Mafiakrieg
Die Gegend östlich von Palermo galt für die Palermitaner Mafiafamilien sowohl als Operations- als auch als Rückzugsgebiet.
Der Boss der Corso-dei-Mille-Familie Filippo Marchese besaß bei Gelso eine Villa am Meer und im Stadtteil Fiorilli von Casteldaccia eine weitere Immobilie.
Zwischen Bagheria und Casteldaccia wurden zwei größere Heroinraffinerien, die für den Weltmarkt produzieren, errichtet. Infolge der enormen Gewinnspanne wurde dieser Markt äußerst hart umkämpft.
Während des Zweiten Mafiakriegs (1981–1983) stieg die Mordrate im Todesdreieck rapide an.
Eines der ersten Opfer am 11. März 1981 war der Patriarch Don „Piddu“ Panno aus Casteldaccia, der eng mit Stefano Bontade verbündet war. Seine Leiche verschwand in der Eisenfabrik.
Am 25. Dezember 1981 ereignete sich das sogenannte „Weihnachtsmassaker“ von Bagheria. Ein aus mehreren Männern bestehendes Kommando erschoss in der Altstadt von Bagheria drei im Auto sitzende ranghohe Mafiosi Giovanni Di Peri, Biagio und Antonino Pitarresi. Ein unbeteiligter Passant wurde dabei ebenfalls erschossen.
Nach dem Tod von Giovanni Di Peri konnte der corleonetreue Salvatore Montalto unter Zustimmung von Salvatore Riina und Michele Greco die Familie von Villabate übernehmen.
Im Mai 1982 wurde General Carlo Alberto Dalla Chiesa zum Präfekten von Palermo ernannt, um der andauernden Gewalt im Todesdreieck und in der gesamten Provinz Palermo Herr zu werden. Er hatte sich in früheren Jahrzehnten bei der Bekämpfung der Cosa Nostra bereits hervorgetan und war Ende der 1970er Jahre durch seine erfolgreiche Bekämpfung des linksextremen Terrorismus der Roten Brigaden zu einem Nationalhelden avanciert. Dalla Chiesa ließ in der ganzen Gegend Straßensperren errichten.
Die Cosa Nostra beantwortete dies sofort mit weiteren Mordanschlägen. Die Leichen ihrer Opfer legte sie nun vor den örtlichen Polizeirevieren und Kasernen der Carabinieri ab. Am 7. August 1982 beispielsweise rief ein anonymer Anrufer die Wache der Carabinieri von Casteldaccia an und gab durch: „Wenn ihr euren Spaß haben wollt, schaut euch einmal das Auto an, das vor eurer Tür steht.“ Im Auto befanden sich zwei Leichen. Diese Szenen wiederholten sich in den folgenden Tagen mehrmals. Nach einigen Tagen meldete sich erneut ein Anrufer bei einer Zeitung: „Wir sind die Killer des Todesdreiecks. Die Operation Carlo Alberto zu Ehren des Präfekten von Palermo ist nun nahezu abgeschlossen, ich sagte: nahezu abgeschlossen.“ Am 3. September 1982 wurde Dalla Chiesa zusammen mit seiner Frau und einem Leibwächter in Palermo ermordet. Kurz danach meldete sich ein anonymer Anrufer mit den Worten: „Die Operation Carlo Alberto zu Ehren des Präfekten von Palermo ist nun abgeschlossen.“
Am 3. August 1982 wurde Gregorio Marchese, der Schwager von Filippo Marchese, getötet. Er sollte die Nachfolge von „Piddu“ Panno antreten. Die Folge war ein Rachefeldzug von Filippo Marchese, der sich auf das Todesdreieck konzentrierte.
Zu Beginn des Zweiten Mafiakriegs 1981 richteten die Corleonesi in einer Fabrik in der Nähe von Bagheria das „KZ von Bagheria“ ein, wie es in bestimmten Kreisen bald genannt wurde. Es handelte sich dabei um das Eisendepot I.C.R.E. (magazzini dell’industria del ferro) am Autobahnkreuz Palermo - Catania, dessen Eigentümer Leonardo Greco aus dem Greco-Clan von Ciaculli war. In diesem Lagergebäude wurden laut Zeugenaussagen Verhöre durchgeführt, Gegner gefoltert und die Leichen etlicher Opfer in Salzsäurebecken aufgelöst. Zugleich diente es dem untergetauchten Bernardo Provenzano als Hauptquartier. Provenzano hielt sich seit den 1980er Jahren immer wieder für längere Zeit in Bagheria und der unmittelbaren Umgebung versteckt, wo er über ein umfangreiches Netzwerk von Unterstützern verfügte.
Ein ähnliches Todesdreieck gab es in der Gegend von Catania, nicht weit am Südhang des Ätnas; um die Ortschaften Adrano – Biancavilla – Paternò.

### Nach dem Mafiakrieg
Die Corleonesi gingen aus dem Zweiten Mafiakrieg als siegreiche Fraktion hervor.
Am 26. Februar 1983 fand der erste Anti-Mafia-Marsch der Zivilbevölkerung von Bagheria nach Casteldaccia gegen die ausufernden Gewalttätigkeiten (unschuldige Opfer durch verirrte Kugeln) statt.
Nach dem Zweiten Großen Mafiakrieg im Jahr 1983 gingen die Morde zurück.
Am 29. September 1987 wurde jedoch der als „Superkiller“ der Mafia bekannte Mario Prestifilippo in Bagheria erschossen, als er gerade mit dem Motorrad von einem Versteck zum anderen fuhr. Prestifilippo war ein Opfer der Corleonesi geworden, die ihre mächtigsten ehemaligen Verbündeten ausschalteten.
Bernardo Provenzano stieg 1995 zum „Boss der Bosse“ auf. 2005 wurde sein Netzwerk von der Polizei zerschlagen, im Juni 2006 wurde er verhaftet.
Heute dient das ehemalige I.C.R.E. einer Ausbildungsstätte des Projektes „Giovani Citta“ für eine nachhaltige soziale Entwicklung.